# Funk metal
Genres dérivés
Nu metal
Le funk metal (également connu sous les termes de thrash funk ou funkcore) est un genre de funk rock et de heavy metal.

## Histoire et caractéristiques

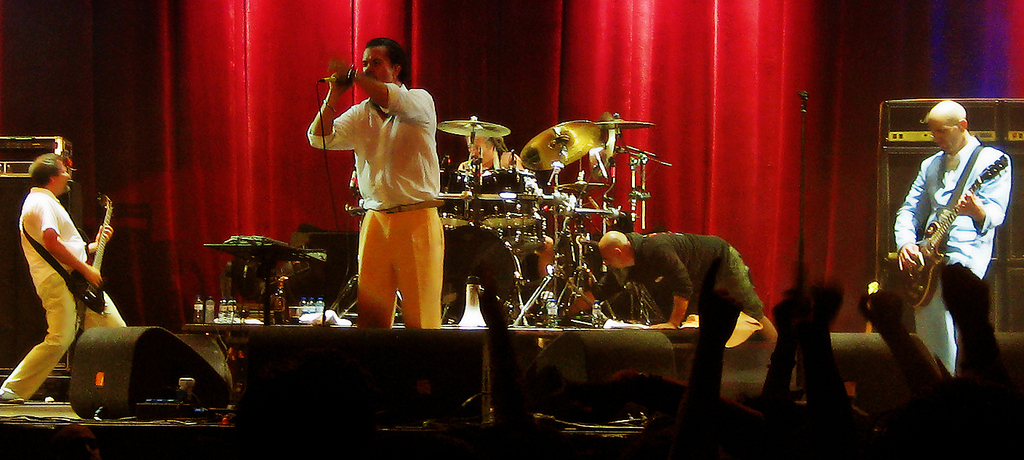
Faith No More mêlent funk metal, musique alternative, et expérimentale.

AllMusic explique que « le funk metal a évolué au milieu des années '80 lorsque des groupes alternatifs comme les Red Hot Chili Peppers et Fishbone ont joué le genre avec une forte influence de funk. » Faith No More est considéré comme un groupe de funk metal qui se mêle au rap metal. Le mélange de funk et de metal de Rage Against the Machine implique des éléments de rap et de punk rock. La musique de Primus, un groupe sans genre distinct, est catégorisée sous le terme « de thrash metal-funk rencontrant Don Knotts, Jr.. » Living Colour sont cités par le magazine Rolling Stone comme les « pionniers du black-funk-metal. »
Certains groupes sans antécédents musicaux alternatifs, comme Bang Tango et Extreme, ont également et souvent incorporé du funk à leur style musical,. Des groupes comme Primus et Mordred ont émergé du genre thrash metal.

## Groupes notables
Les groupes notables de funk metal incluent : 24-7 Spyz, 311, Bang Tango (en), Blind Melon, Bootsauce (en), Clutch, Electric Boys (en), Extreme, Faith No More, Family Force 5 (à leurs débuts), Hed PE (débuts), Hoobastank (débuts), I Mother Earth, Incubus (débuts), Infectious Grooves, Jane's Addiction, Kid Rock (débuts), Korn, LAPD, Limp Bizkit, Living Colour, Mind Funk, Mr. Bungle (débuts), Mordred, Powerman 5000 (débuts), Praxis, Primus, Psychefunkapus (en), Rage Against the Machine, Red Hot Chili Peppers (débuts), Royal Crescent Mob (en), Snot, Sugar Ray (débuts), Suicidal Tendencies (à l'ère Robert Trujillo), Urban Dance Squad, Zebrahead (débuts) et Shaka Ponk (débuts).